# João Maria de Bourbon, Duque de Châteauvillain
João Maria de Bourbon, duque de Châteauvillain (Paris, 17 de julho de 1748 - Paris, 19 de maio de 1755), foi um duque e nobre francês. Ele morreu em Paris aos 6 anos de idade. Ele era o duque de Châteauvillain desde o nascimento.

## Títulos e estilos
- 7 de julho de 1748 – 19 de maio de 1755: Sua Alteza Sereníssima o Duque de Châteauvillain.